# ISO 3166-2:KI
ISO 3166-2:KI
この記事は、ISOの3166-2規格の内、KIで始まるものの一覧であり、キリバスの地方のコードである。キリバスの3つの諸島をカバーしている。
はじめの「KI」はISO 3166-1によるキリバスの国名コード。その後に続く1文字のアルファベットがそれぞれの諸島を表している。

## コード
| コード | 行政区画名       | 英語表記        |
| ------ | ---------------- | --------------- |
| KI-G   | ギルバート諸島   | Gilbert Islands |
| KI-L   | ライン諸島       | Line Islands    |
| KI-P   | フェニックス諸島 | Phoenix Islands |